# Эняйоки (река, впадает в Ладожское озеро)
Э́няйо́ки (фин. Änäjoki, фин. Miinalanjoki) — река в России, протекает в Карелии.
Исток — озеро Лангиярви в Пряжинском районе, южнее Тулмозера. Вскоре пересекает границу Питкярантского района, протекает в 2 км восточнее деревни Орусъярви. Ниже по течению несколько километров является границей Питкярантского района и Олонецкого. В Ряймяля пересекает шоссе 86К-8 («Олонец — Питкяранта — Леппясилта»). Впадает в Ладожское озеро в Мийнала (южнее Салми), отсюда второе финское название — фин. Miinalanjoki.
Длина реки 90 км, площадь водосборного бассейна 501 км².

## Притоки
(от устья к истоку)
- Туленоя (левый)
- Куреноя (правый)
- В 21 км от устья, по правому берегу реки впадает река Лохиоя.
- Варечкойноя (левый)
- Ченженоя (левый)
- В 50 км от устья, по левому берегу реки впадает река Канаброоя.

В бассейн Эняйоки также входят озёра: Ваймач (водораздельное), Судимусъярви и Сариярви.

## Данные водного реестра
По данным государственного водного реестра России относится к Балтийскому бассейновому округу, водохозяйственный участок реки — Водные объекты бассейна оз. Ладожское без рр. Волхов, Свирь и Сясь, речной подбассейн реки — Нева и реки бассейна Ладожского озера (без подбассейна Свирь и Волхов, российская часть бассейнов). Относится к речному бассейну реки Нева (включая бассейны рек Онежского и Ладожского озера).
Код объекта в государственном водном реестре — 01040300212102000011518.